# Jollj Ceramica

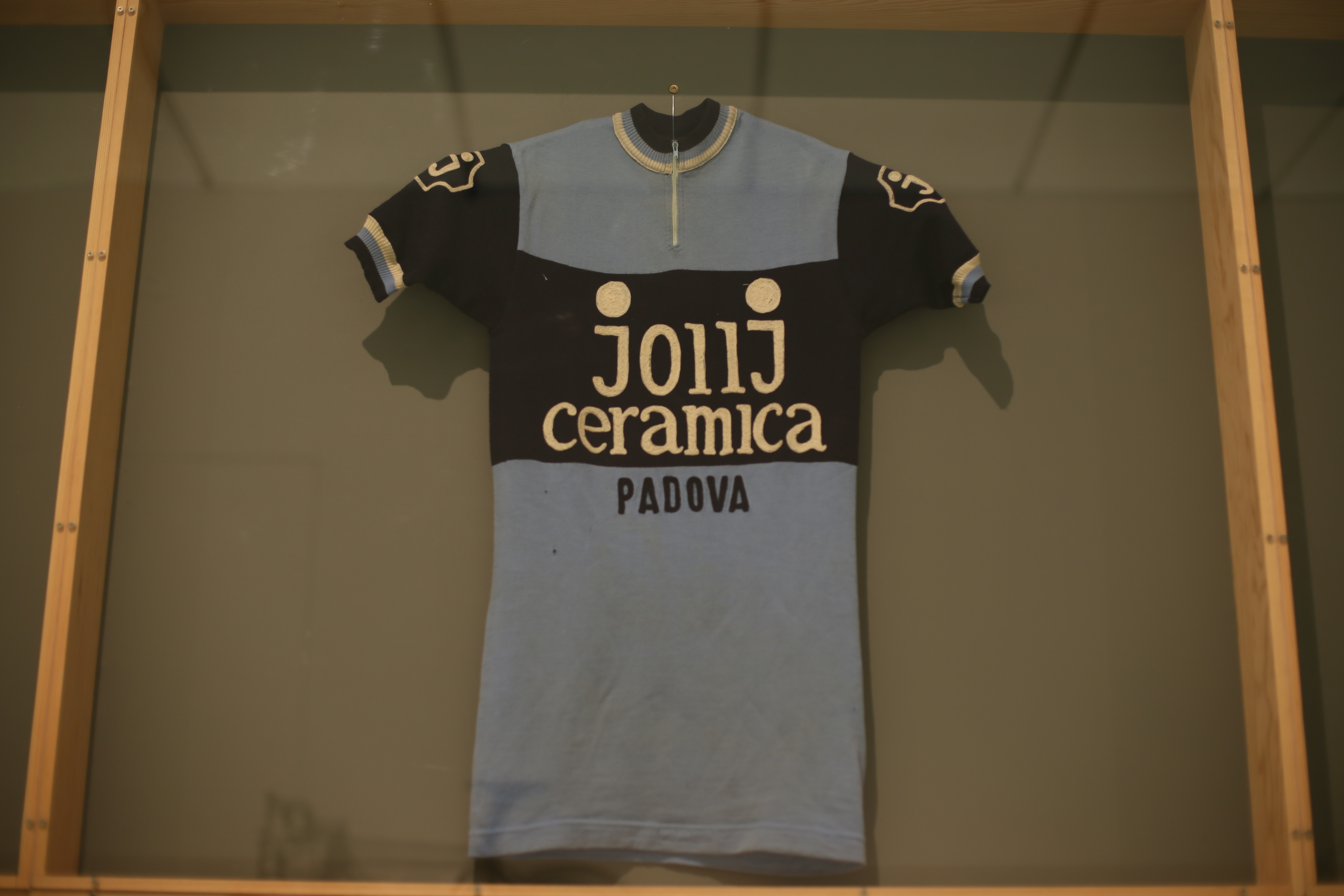
Trikot Jollj Ceramica (1973–1975)

Jollj Ceramica oder Jollj Ceramica–Decor war ein italienisches Radsportteam, das von 1973 bis 1977 bestand. Größter Erfolg war der Sieg beim Giro d’Italia 1975 durch Fausto Bertoglio.

## Geschichte
Das Team wurde 1973 unter der Leitung von Marino Fontana gegründet. Im ersten Jahr konnte der dritte Platz beim Giro d’Italia 1973 erzielt werden. Außerdem wurden sechste Plätze bei Mailand–Vignola und bei der Coppa Bernocchi erreicht. Ein Jahr später wurde neben einem Etappensieg mit Platz 6 wieder ein erfolgreicher Giro d’Italia absolviert. Es kamen noch ein zweiter Platz bei Tirreno–Adriatico, dritter Plätze bei der Trofeo Matteotti und beim Giro del Veneto und Platz 4 bei der Coppa Placci hinzu.
1975 war die beste Saison des Teams. Neben den Siegen wurde wieder der zweite Platz bei Tirreno–Adriatico belegt. Außerdem kam der zweite Platz bei der Coppa Bernocchi und der dritte Platz bei der Tour de Romandie hinzu. Nach dem Vorjahresgewinn wurde Fausto Bertoglio Dritter beim Giro d’Italia und bei der Tour de France Neunter. Bei der Meisterschaft von Zürich wurde der fünfte Platz und bei der Tour de Romandie Platz 6 erzielt. 1977 erreichte das Team Platz 3 bei der Tour de Romandie, Platz 6 bei Mailand–Sanremo, Platz 8 bei Tirreno–Adriatico und Platz 11 beim Giro d’Italia. Nach der Saison 1977 wurde das Team aufgelöst.
Hauptsponsor war ein ehemaliger italienischen Hersteller von Keramik aus Casalserugo, Provinz Padua (Region Venetien).

## Erfolge
1973
- Giro del Lazio

1974
- eine Etappe Giro d’Italia

1975
- Gesamtsieg und vier Etappen Giro d’Italia
- Gesamtsieg und fünf Etappen Katalonien-Rundfahrt
- Gesamtsieg und eine Etappe Giro di Puglia
- Coppa Sabatini

1976
- eine Etappe Tour de France
- eine Etappe Giro d’Italia
- Coppa Placci
- Gesamtsieg und zwei Etappen Cronostaffetta
- drei Etappen Katalonien-Rundfahrt
- eine Etappe Tour de Romandie

1977
- drei Etappen Giro d’Italia
- Gran Premio Montelupo
- Tour du Nord-Quest
- eine Etappe Giro di Puglia
- eine Etappe Tirreno-Adriatico
- eine Etappe Tour de Romandie

### Monumente-des-Radsports-Platzierungen
| Monument                 | 1974 | 1975 | 1976 | 1977 |
| ------------------------ | ---- | ---- | ---- | ---- |
| Mailand–Sanremo          | –    | 34   | 19   | 6    |
| Flandern-Rundfahrt       | 13   | –    | –    | –    |
| Lüttich–Bastogne–Lüttich | –    | –    | 17   | 19   |
| Lombardei-Rundfahrt      | –    | –    | 18   | –    |

### Grand-Tour-Platzierungen
| Grand Tour         | 1973 | 1974 | 1975 | 1976 | 1977 |
| ------------------ | ---- | ---- | ---- | ---- | ---- |
| Giro d’ItaliaGiro  | 3    | 6    | 1    | 3    | 11   |
| Tour de FranceTour | –    | –    | DNF  | 9    | –    |

## Bekannte ehemalige Fahrer
- Giovanni Battaglin (1973–1977)
- Pierino Gavazzi (1973–1977)
- Knut Knudsen (1974–1977)
- Fausto Bertoglio (1975–1977)
- Giuseppe Martinelli (1977)